# مولتی‌کانسالت
مولتی‌کانسالت (انگلیسی: Multiconsult) شرکت مشاور مهندسی نروژی است، که در سال ۱۹۰۸ تأسیس شد.